# Phêrô Trang Kiến Kiên
Phêrô Trang Kiến Kiên (sinh 1930, tiếng Trung:莊建堅, tiếng Anh:Peter Zhuang Jian-jian) là một Giám mục của Giáo hội Công giáo Rôma. Ông hiện là Giám mục chính tòa hợp pháp duy nhất của Giáo phận Sán Đầu, được Tòa Thánh công nhận, đối lập với giám mục do chính quyền Trung Quốc tấn phong Giuse Hoàng Bính Chương. Ngày 22 tháng 9 năm 2018, Tòa Thánh giải vạ cho Giám mục Hoàng, và đến ngày 12 tháng 12 thì công bố cho Giám mục Hoàng kế vị chính thức giám mục Trang tại Giáo phận Sán Đầu.

## Tiểu sử
Giám mục Trang sinh năm 1930, thuộc địa phận Trung Quốc. Sau quá trình tu tập đầy gian lao vất vả, với lòng kiên trì, ngày 21 tháng 12 năm 1986, Phó tế Trang Kiến Kiên hội đủ yêu cầu được trao chức vụ Linh mục. Tòa Thánh bổ nhiệm linh mục Phêrô Trang Kiến Kiên làm Giám mục chính tòa Giáo phận Sán Đầu, ở tuổi 76, năm 2006, lễ tấn phong cho tân giám mục được diễn ra cách lặng lẽ. Giáo phận mà Tân giám mục kiêm nhiệm đã trống tòa từ năm 1997, sau cái chết của Giám mục "quốc doanh" Gioan Thái Thể Viễn. Vì được tấn phong cách bí mật, chính quyền Trung Quốc bác bỏ chức vị Tòa Thánh trao cho ông. Chính quyền bổ nhiệm Tân giám mục Giuse Quách Kim Tài vào vị trí của ông năm 2010.
Hai lần vào tháng 10 và tháng 12 năm 2017, Tòa Thánh đề nghị giám mục Trang về hưu, nhường chỗ cho giám mục bất hợp thức, đang bị vạ tuyệt thông là Giuse Hoàng Bính Chương.